# Aad de Mos

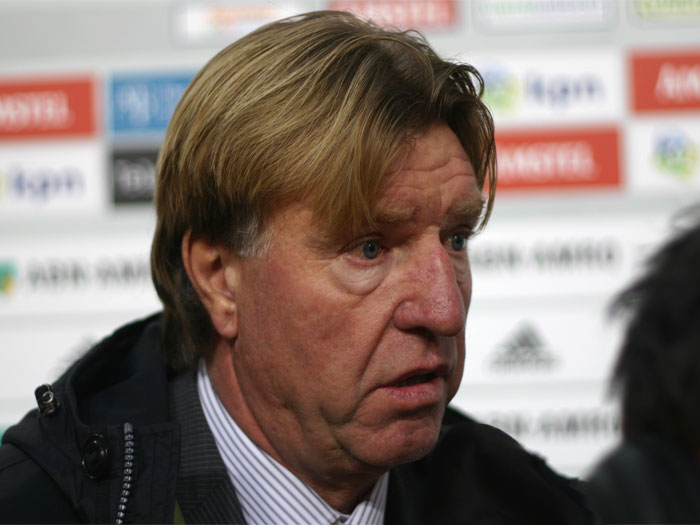
Aad de Mos

Adriaan Johan „Aad“ de Mos (* 27. März 1947 in Den Haag) ist ein ehemaliger niederländischer Fußballspieler und jetziger -trainer.

## Stationen als Spieler
Von 1973 bis 1975 spielte de Mos noch bei den Amateuren von Wilhelmus Voorburg in den Niederlanden und wechselte später zu den ebenfalls im Amateurbereich spielenden De Valkeniers Den Haag. Nach drei Jahren ging er von dort zum RVC Rijswijk, einer weiteren Amateurmannschaft, wo er bis 1980 blieb.

## Stationen als Trainer 1980–1993
Vom 1. Juli 1980 bis zum 10. März 1981 trainierte er bei Ajax Amsterdam die Jugendabteilung. Danach war er vom 11. März 1981 bis zum 30. Juni 1985 als hauptverantwortlicher Trainer der 1. Mannschaft, mit kurzer Unterbrechung, als er in der Saison 1981/82 als Co-Trainer fungierte, tätig. Ab 1986 übernahm er für drei Jahre den KV Mechelen in Belgien und gewann 1988 den Pokal der Pokalsieger. Im Anschluss wechselte er zum 1. Juli 1989 zum ebenfalls belgischen RSC Anderlecht, wo er bis zum 30. Juni 1992 blieb. In der Saison 1993/94 führte er seinen letzten niederländischen Verein, die PSV Eindhoven.

## Bei Werder Bremen
Vom 1. Juli 1995 bis zum 9. Januar 1996 war er Cheftrainer des Bundesligisten Werder Bremen. Laut dem Spiegel soll de Mos im Dezember 1995 die Aussage „Das wird nie etwas mit diesem Verein“ getätigt haben. De Mos bestritt, die Aussage getätigt zu haben. Der Spiegel beharrte auf seiner Darstellung, die Vereinsführung befürchtete, dass im Falle einer möglichen langwierigen gerichtlichen Klärung der Sache der Druck auf Trainer und Mannschaft zu groß geworden wäre. Er wurde im Januar 1996 entlassen und von Hans-Jürgen "Dixie" Dörner als Cheftrainer abgelöst. Unter de Mos als Trainer war Werder in der Hinrunde auf den 15. Tabellenplatz abgesackt. Ihm war es nicht gelungen, der Mannschaft sein bevorzugtes, seinerzeit als modern eingestuftes Spielsystem zu vermitteln. Werder erreichte in dieser Saison dann noch den neunten Platz.

## Stationen als Trainer ab 1997
Am 1. Juli 1997 kehrte Aad de Mos nach Belgien zurück, um Standard Lüttich zu übernehmen, doch noch im selben Jahr wurde er dort entlassen. Er wechselte danach in die spanische Liga und betreute von 1998 bis 1999 Sporting Gijón, bevor er für ein Jahr die Urawa Red Diamonds aus Japan trainierte. Vom 9. Oktober 2000 bis zum 8. August 2002 holte ihn der KV Mechelen nach Belgien als technischen Direktor zurück. Danach trainierte er von März 2003 bis 2004 den Verein Al Hilal in Saudi-Arabien.
Vom 9. Juni 2004 bis zum 30. Juni 2005 war Aad de Mos Nationaltrainer der Vereinigten Arabischen Emirate. Zwischen dem 1. Juli 2006 bis 28. April 2008 trainierte er Vitesse Arnheim. Anfang des Jahres 2008 wurde er – sogar seitens der FIFA – fälschlicherweise mit der Fußballnationalmannschaft Vanuatus in Verbindung gebracht, die er jedoch nie trainierte
Im Jahr 2010 betreute er den griechischen Verein AO Kavala.